# Canton des Pyrénées catalanes
Pour les articles homonymes, voir Pyrénées catalanes.
Le canton des Pyrénées catalanes est une circonscription électorale française du département des Pyrénées-Orientales créée par le décret du 26 février 2014 et entrée en vigueur lors des premières élections départementales suivant la publication du décret.

## Histoire
Un nouveau découpage cantonal des Pyrénées-Orientales entre en vigueur à l'occasion des élections départementales de 2015. Il est défini par le décret du 26 février 2014, en application des lois du 17 mai 2013 (loi organique 2013-402 et loi 2013-403). Les conseillers départementaux sont, à compter de ces élections, élus au scrutin majoritaire binominal mixte. Les électeurs de chaque canton élisent au Conseil départemental, nouvelle appellation du Conseil général, deux membres de sexe différent, qui se présentent en binôme de candidats. Les conseillers départementaux sont élus pour 6 ans au scrutin binominal majoritaire à deux tours, l'accès au second tour nécessitant 12,5 % des inscrits au 1er tour. En outre la totalité des conseillers départementaux est renouvelée. Ce nouveau mode de scrutin nécessite un redécoupage des cantons dont le nombre est divisé par deux avec arrondi à l'unité impaire supérieure si ce nombre n'est pas entier impair, assorti de conditions de seuils minimaux. Dans les Pyrénées-Orientales, le nombre de cantons passe ainsi de 31 à 17.
Le nouveau canton des Pyrénées catalanes est formé de communes des anciens cantons de Mont-Louis (15 communes), de Saillagouse (21 communes), d'Olette (12 communes) et de Prades (14 communes). Il est entièrement inclus dans l'arrondissement de Prades. Le bureau centralisateur est situé à Prades.

## Représentation
| Période élective | Période élective | Mandat | Mandat           | Identité        | Nuance | Nuance | Qualité |
| ---------------- | ---------------- | ------ | ---------------- | --------------- | ------ | ------ | --- |
| 2015             | 2021             | 2015   | 2020 (démission) | Jean Castex     |        | LR     | Haut fonctionnaire Maire de Prades (2008-2020) Ancien conseiller régional (2010-2015) Premier ministre (2020 à 2022) |
| 2015             | 2021             | 2015   | 2021             | Hélène Josende  |        | DVD    | Retraitée Maire d'Angoustrine-Villeneuve-des-Escaldes                                                                |
| 2015             | 2021             | 2020   | 2021             | Pierre Bataille |        | DVD    | Maire (Agir) de Fontrabiouse                                                                                         |
| 2021             | 2028             | 2021   | en cours         | Michel Garcia   |        | PS     | Géomètre du cadastre retraité, Maire de Matemale, Président du PNR des Pyrénées-catalanes                            |
| 2021             | 2028             | 2021   | en cours         | Aude Vivès      |        | DVG    | Avocat, conseillère municipale de Prades 10ème Vice-Présidente du conseil départemental                              |

### Résultats détaillés

#### Élections de mars 2015
À l'issue du 1er tour des élections départementales de 2015, deux binômes sont en ballottage : Jean Castex et Hélène Josende (Union de la Droite, 42,77 %) et Georges Armengol et Eliane Jarycki (SE-PS, 24,56 %). Le taux de participation est de 58,86 % (12 287 votants sur 20 875 inscrits) contre 55,72 % au niveau départemental et 50,17 % au niveau national.
Au second tour, Jean Castex et Hélène Josende (Union de la Droite) sont élus avec 58,3 % des suffrages exprimés et un taux de participation de 58,98 % (6 566 voix pour 12 306 votants et 20 865 inscrits).

#### Élections de juin 2021
Le premier tour des élections départementales de 2021 est marqué par un très faible taux de participation (33,26 % au niveau national). Dans le canton des Pyrénées catalanes, ce taux de participation est de 41,09 % (8 677 votants sur 21 115 inscrits) contre 35,53 % au niveau départemental. À l'issue de ce premier tour, deux binômes sont en ballottage : Michel Garcia et Aude Vivès (Union à gauche, 31,62 %) et Joseph Montessino et Joëlle Urrutia Calvet (Union au centre, 29,04 %). 
Le second tour des élections est marqué une nouvelle fois par une abstention massive équivalente au premier tour. Les taux de participation sont de 34,36 % au niveau national, 38,03 % dans le département et 44,31 % dans le canton des Pyrénées catalanes. Michel Garcia et Aude Vivès (Union à gauche) sont élus avec 55,15 % des suffrages exprimés (4 714 voix pour 9 356 votants et 21 114 inscrits),,. 
Au second tour, Michel Garcia et Aude Vivès (Union à gauche) sont élus avec 55,15 % des suffrages exprimés.

## Composition

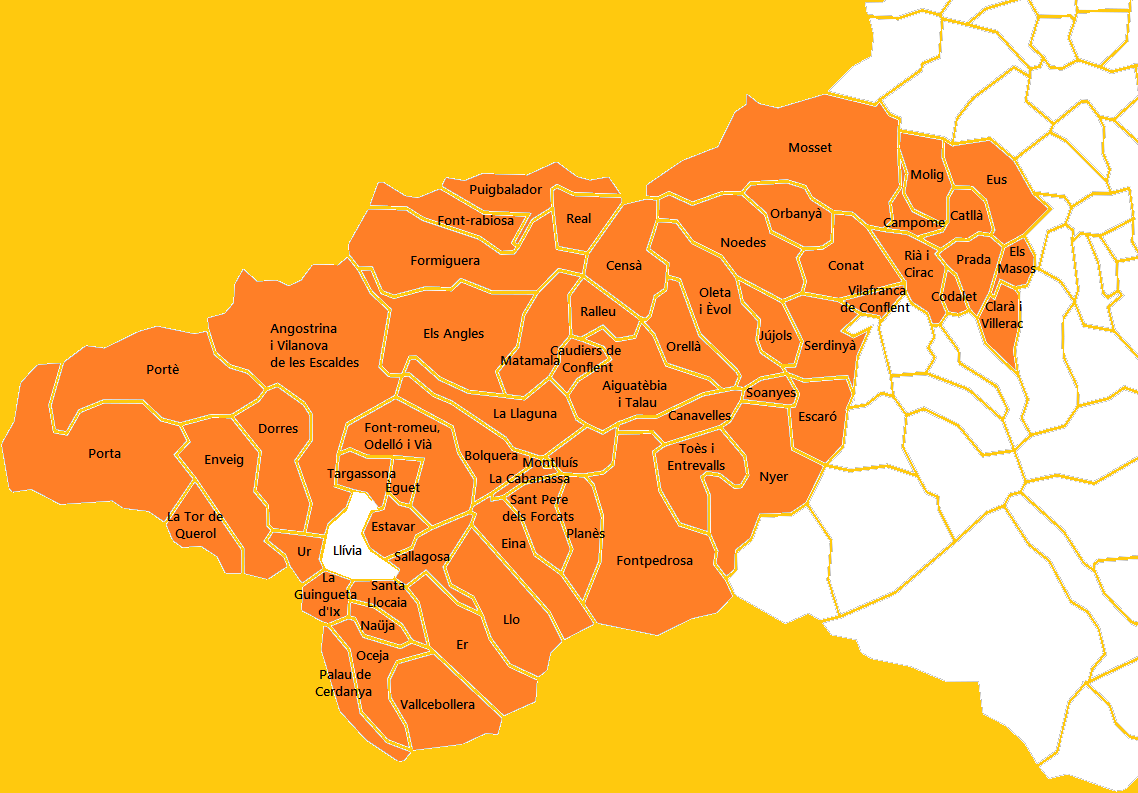
Carte des communes du canton.

Le nouveau canton des Pyrénées catalanes comprend soixante-deux communes entières.
| Nom                                 | Code Insee | Intercommunalité      | Superficie (km2) | Population (dernière pop. légale) | Densité (hab./km2) | Modifier                                    |
| ----------------------------------- | ---------- | --------------------- | ---------------- | --------------------------------- | ------------------ | ------------------------------------------- |
| Prades (bureau centralisateur)      | 66149      | CC Conflent Canigó    | 10,87            | 6 166 (2022)                      | 567                | modifier les données · modifier les données |
| Les Angles                          | 66004      | CC Pyrénées catalanes | 43,20            | 584 (2022)                        | 14                 | modifier les données · modifier les données |
| Angoustrine-Villeneuve-des-Escaldes | 66005      | CC Pyrénées Cerdagne  | 87,87            | 548 (2022)                        | 6,2                | modifier les données · modifier les données |
| Ayguatébia-Talau                    | 66010      | CC Pyrénées catalanes | 29,68            | 44 (2022)                         | 1,5                | modifier les données · modifier les données |
| Bolquère                            | 66020      | CC Pyrénées catalanes | 17,61            | 805 (2022)                        | 46                 | modifier les données · modifier les données |
| Bourg-Madame                        | 66025      | CC Pyrénées Cerdagne  | 7,85             | 1 194 (2022)                      | 152                | modifier les données · modifier les données |
| La Cabanasse                        | 66027      | CC Pyrénées catalanes | 3,26             | 700 (2022)                        | 215                | modifier les données · modifier les données |
| Campôme                             | 66034      | CC Conflent Canigó    | 5,26             | 120 (2022)                        | 23                 | modifier les données · modifier les données |
| Canaveilles                         | 66036      | CC Conflent Canigó    | 10,95            | 43 (2022)                         | 3,9                | modifier les données · modifier les données |
| Catllar                             | 66045      | CC Conflent Canigó    | 8,02             | 724 (2022)                        | 90                 | modifier les données · modifier les données |
| Caudiès-de-Conflent                 | 66047      | CC Pyrénées catalanes | 6,50             | 21 (2022)                         | 3,2                | modifier les données · modifier les données |
| Clara-Villerach                     | 66051      | CC Conflent Canigó    | 8,70             | 267 (2022)                        | 31                 | modifier les données · modifier les données |
| Codalet                             | 66052      | CC Conflent Canigó    | 2,78             | 353 (2022)                        | 127                | modifier les données · modifier les données |
| Conat                               | 66054      | CC Conflent Canigó    | 19,12            | 63 (2022)                         | 3,3                | modifier les données · modifier les données |
| Dorres                              | 66062      | CC Pyrénées Cerdagne  | 24,77            | 178 (2022)                        | 7,2                | modifier les données · modifier les données |
| Égat                                | 66064      | CC Pyrénées Cerdagne  | 4,47             | 418 (2022)                        | 94                 | modifier les données · modifier les données |
| Enveitg                             | 66066      | CC Pyrénées Cerdagne  | 30,52            | 614 (2022)                        | 20                 | modifier les données · modifier les données |
| Err                                 | 66067      | CC Pyrénées Cerdagne  | 25,92            | 714 (2022)                        | 28                 | modifier les données · modifier les données |
| Escaro                              | 66068      | CC Conflent Canigó    | 15,21            | 127 (2022)                        | 8,3                | modifier les données · modifier les données |
| Estavar                             | 66072      | CC Pyrénées Cerdagne  | 9,24             | 455 (2022)                        | 49                 | modifier les données · modifier les données |
| Eus                                 | 66074      | CC Conflent Canigó    | 20,08            | 381 (2022)                        | 19                 | modifier les données · modifier les données |
| Eyne                                | 66075      | CC Pyrénées catalanes | 20,36            | 149 (2022)                        | 7,3                | modifier les données · modifier les données |
| Font-Romeu-Odeillo-Via              | 66124      | CC Pyrénées catalanes | 29,60            | 1 770 (2022)                      | 60                 | modifier les données · modifier les données |
| Fontpédrouse                        | 66080      | CC Conflent Canigó    | 64,35            | 122 (2022)                        | 1,9                | modifier les données · modifier les données |
| Fontrabiouse                        | 66081      | CC Pyrénées catalanes | 15,57            | 137 (2022)                        | 8,8                | modifier les données · modifier les données |
| Formiguères                         | 66082      | CC Pyrénées catalanes | 46,88            | 491 (2022)                        | 10                 | modifier les données · modifier les données |
| Jujols                              | 66090      | CC Conflent Canigó    | 10,11            | 42 (2022)                         | 4,2                | modifier les données · modifier les données |
| Latour-de-Carol                     | 66095      | CC Pyrénées Cerdagne  | 12,63            | 472 (2022)                        | 37                 | modifier les données · modifier les données |
| La Llagonne                         | 66098      | CC Pyrénées catalanes | 23,09            | 216 (2022)                        | 9,4                | modifier les données · modifier les données |
| Llo                                 | 66100      | CC Pyrénées Cerdagne  | 28,44            | 156 (2022)                        | 5,5                | modifier les données · modifier les données |
| Los Masos                           | 66104      | CC Conflent Canigó    | 5,71             | 972 (2022)                        | 170                | modifier les données · modifier les données |
| Matemale                            | 66105      | CC Pyrénées catalanes | 18,88            | 279 (2022)                        | 15                 | modifier les données · modifier les données |
| Molitg-les-Bains                    | 66109      | CC Conflent Canigó    | 12,96            | 248 (2022)                        | 19                 | modifier les données · modifier les données |
| Mont-Louis                          | 66117      | CC Pyrénées catalanes | 0,39             | 150 (2022)                        | 385                | modifier les données · modifier les données |
| Mosset                              | 66119      | CC Conflent Canigó    | 71,93            | 313 (2022)                        | 4,4                | modifier les données · modifier les données |
| Nahuja                              | 66120      | CC Pyrénées Cerdagne  | 5,60             | 75 (2022)                         | 13                 | modifier les données · modifier les données |
| Nohèdes                             | 66122      | CC Conflent Canigó    | 30,91            | 60 (2022)                         | 1,9                | modifier les données · modifier les données |
| Nyer                                | 66123      | CC Conflent Canigó    | 37,00            | 150 (2022)                        | 4,1                | modifier les données · modifier les données |
| Olette                              | 66125      | CC Conflent Canigó    | 28,95            | 337 (2022)                        | 12                 | modifier les données · modifier les données |
| Oreilla                             | 66128      | CC Conflent Canigó    | 16,03            | 27 (2022)                         | 1,7                | modifier les données · modifier les données |
| Osséja                              | 66130      | CC Pyrénées Cerdagne  | 17,13            | 1 376 (2022)                      | 80                 | modifier les données · modifier les données |
| Palau-de-Cerdagne                   | 66132      | CC Pyrénées Cerdagne  | 11,50            | 408 (2022)                        | 35                 | modifier les données · modifier les données |
| Planès                              | 66142      | CC Pyrénées catalanes | 14,24            | 56 (2022)                         | 3,9                | modifier les données · modifier les données |
| Porta                               | 66146      | CC Pyrénées Cerdagne  | 65,19            | 103 (2022)                        | 1,6                | modifier les données · modifier les données |
| Porté-Puymorens                     | 66147      | CC Pyrénées Cerdagne  | 49,42            | 102 (2022)                        | 2,1                | modifier les données · modifier les données |
| Puyvalador                          | 66154      | CC Pyrénées catalanes | 19,46            | 57 (2022)                         | 2,9                | modifier les données · modifier les données |
| Railleu                             | 66157      | CC Pyrénées catalanes | 9,97             | 23 (2022)                         | 2,3                | modifier les données · modifier les données |
| Réal                                | 66159      | CC Pyrénées catalanes | 10,45            | 75 (2022)                         | 7,2                | modifier les données · modifier les données |
| Ria-Sirach                          | 66161      | CC Conflent Canigó    | 12,82            | 1 294 (2022)                      | 101                | modifier les données · modifier les données |
| Saillagouse                         | 66167      | CC Pyrénées Cerdagne  | 11,35            | 1 161 (2022)                      | 102                | modifier les données · modifier les données |
| Saint-Pierre-dels-Forcats           | 66188      | CC Pyrénées catalanes | 12,81            | 261 (2022)                        | 20                 | modifier les données · modifier les données |
| Sainte-Léocadie                     | 66181      | CC Pyrénées Cerdagne  | 8,88             | 140 (2022)                        | 16                 | modifier les données · modifier les données |
| Sansa                               | 66191      | CC Pyrénées catalanes | 22,27            | 31 (2022)                         | 1,4                | modifier les données · modifier les données |
| Sauto                               | 66192      | CC Pyrénées catalanes | 8,43             | 102 (2022)                        | 12                 | modifier les données · modifier les données |
| Serdinya                            | 66193      | CC Conflent Canigó    | 16,91            | 233 (2022)                        | 14                 | modifier les données · modifier les données |
| Souanyas                            | 66197      | CC Conflent Canigó    | 4,81             | 31 (2022)                         | 6,4                | modifier les données · modifier les données |
| Targasonne                          | 66202      | CC Pyrénées Cerdagne  | 7,80             | 194 (2022)                        | 25                 | modifier les données · modifier les données |
| Thuès-Entre-Valls                   | 66209      | CC Conflent Canigó    | 20,41            | 26 (2022)                         | 1,3                | modifier les données · modifier les données |
| Ur                                  | 66218      | CC Pyrénées Cerdagne  | 6,79             | 366 (2022)                        | 54                 | modifier les données · modifier les données |
| Urbanya                             | 66219      | CC Conflent Canigó    | 14,40            | 45 (2022)                         | 3,1                | modifier les données · modifier les données |
| Valcebollère                        | 66220      | CC Pyrénées Cerdagne  | 26,03            | 35 (2022)                         | 1,3                | modifier les données · modifier les données |
| Villefranche-de-Conflent            | 66223      | CC Conflent Canigó    | 4,46             | 205 (2022)                        | 46                 | modifier les données · modifier les données |
| Canton des Pyrénées catalanes       | 6613       |                       | 1 246,80         | 27 009 (2022)                     | 22                 | modifier les données                        |

## Démographie
En 2022, le canton comptait 27 009 habitants, en évolution de −0,34 % par rapport à 2016 (Pyrénées-Orientales : +3,92 %, France hors Mayotte : +2,11 %).
| 2013   | 2018   | 2022   |
| ------ | ------ | ------ |
| 26 597 | 26 970 | 27 009 |